# Еванс (Джорджія)
Еванс (англ. Evans) — переписна місцевість (CDP) в США, в окрузі Колумбія штату Джорджія. Населення — 34 536 осіб (2020).

## Географія
Еванс розташований за координатами 33°34′4″ пн. ш. 82°8′26″ зх. д. / 33.56778° пн. ш. 82.14056° зх. д. (33.567644, -82.140555).  За даними Бюро перепису населення США в 2010 році переписна місцевість мала площу 68,79 км², з яких 65,45 км² — суходіл та 3,35 км² — водойми.

## Демографія
Згідно з переписом 2010 року, у переписній місцевості мешкало 29 011 особа в 9996 домогосподарствах у складі 8236 родин. Густота населення становила 422 особи/км².  Було 10632 помешкання (155/км²).
Расовий склад населення:
| - 79,9 % — білих - 11,4 % — чорних або афроамериканців - 5,1 % — азіатів - 0,2 % — корінних американців - 0,1 % — вихідців з тихоокеанських островів - 1,0 % — осіб інших рас |

До двох чи більше рас належало 2,3 %. Частка іспаномовних становила 3,8 % від усіх жителів.
За віковим діапазоном населення розподілялося таким чином: 28,2 % — особи молодші 18 років, 60,8 % — особи у віці 18—64 років, 11,0 % — особи у віці 65 років та старші. Медіана віку мешканця становила 39,4 року. На 100 осіб жіночої статі у переписній місцевості припадало 92,2 чоловіків;  на 100 жінок у віці від 18 років та старших — 88,8 чоловіків також старших 18 років.
Середній дохід на одне домашнє господарство  становив 105 933 долари США (медіана — 92 507), а середній дохід на одну сім'ю — 108 393 долари (медіана — 96 186). Медіана доходів становила 73 153 долари для чоловіків та 44 892 долари для жінок. За межею бідності перебувало 4,9 % осіб, у тому числі 6,8 % дітей у віці до 18 років та 5,0 % осіб у віці 65 років та старших.
Цивільне працевлаштоване населення становило 14 682 особи. Основні галузі зайнятості: освіта, охорона здоров'я та соціальна допомога — 27,3 %, роздрібна торгівля — 14,5 %, виробництво — 9,7 %, науковці, спеціалісти, менеджери — 9,1 %.